# Segmentacja obrazu
Segmentacja obrazu (ang. image segmentation) – proces podziału obrazu na części określane jako obszary (regiony), które są jednorodne (homogeniczne) pod względem pewnych wybranych własności. Obszarami są zbiory pikseli (punktów). Własnościami, które są często wybierane jako kryteria jednorodności obszarów, są: poziom szarości, barwa, tekstura.

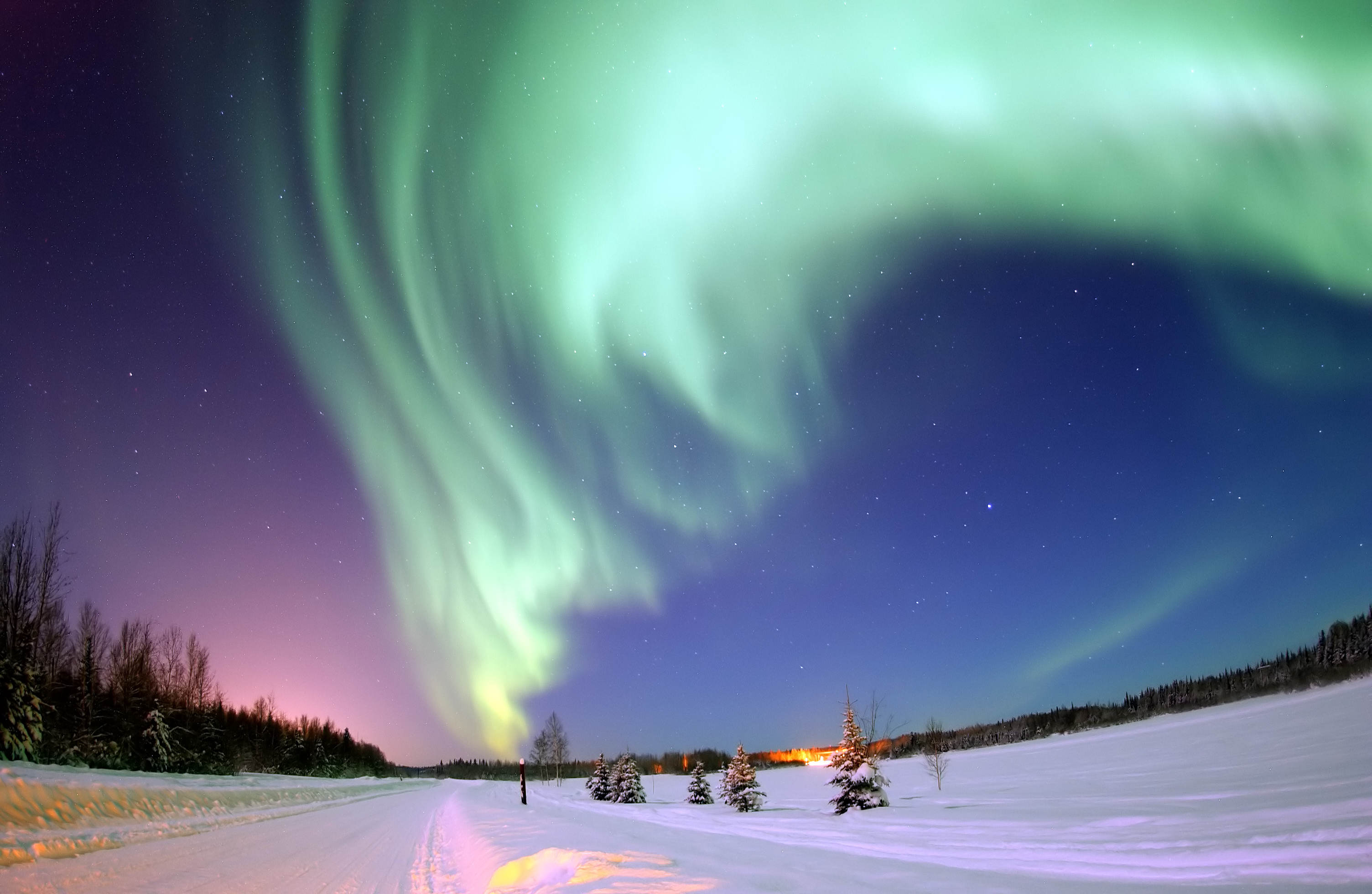
Obraz źródłowy
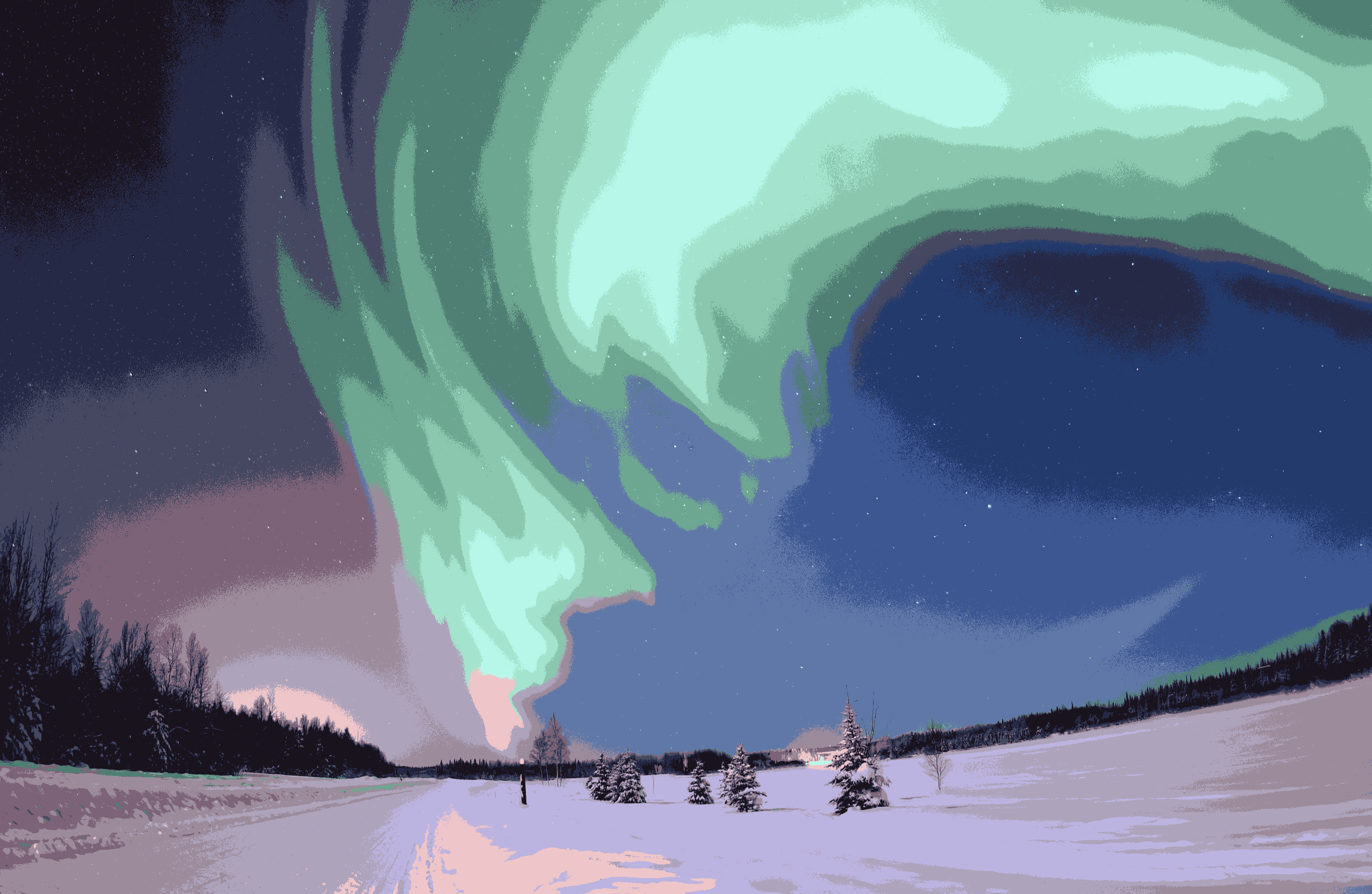
Obraz po uruchomieniu k-średnich, k = 16

## Cel i znaczenie segmentacji obrazów
Otrzymany w wyniku segmentacji obraz jest uproszczony w stosunku do obrazu poddanego segmentacji — obraz taki nie zawiera wielu szczegółowych informacji występujących w oryginalnym obrazie. Podobna sytuacja zachodzi także w przypadku wykrywania krawędzi w obrazie.
PrzykładDla obrazów achromatycznych obraz po segmentacji nie zawiera informacji o poziomie szarości poszczególnych pikseli należących do obszarów, ta szczegółowa informacja jest zwykle zastępowana informacją o średnim poziomie szarości pikseli należących do danego obszaru.
Decyzja o tym, czy dany rodzaj informacji występującej w obrazie jest istotny czy nieistotny, powinna być podejmowana z uwzględnieniem potrzeb wynikających z dalszego wykorzystania wyników segmentacji. Uproszczony w wyniku przeprowadzenia segmentacji obraz jest znacznie łatwiejszy do dalszego przetwarzania lub analizy, dlatego też segmentacja zwykle poprzedza zastosowanie wielu algorytmów rozpoznawania i analizy obrazów. Należy zwrócić uwagę na fakt, że wybór określonej metody segmentacji powinien być uzależniony od celu, w jakim jest ona prowadzona. Niewłaściwe przeprowadzona segmentacja praktycznie uniemożliwia prawidłowe przeprowadzenie dalszych etapów analizy obrazów, a tym samym może prowadzić do podejmowania błędnych decyzji na podstawie analizowanych obrazów.
PrzykładNiech celem stosowania analizy obrazów będzie policzenie liczby jabłek widocznych na obrazie. Prawidłowo przeprowadzona na potrzeby tego zadania analizy segmentacja obrazów powinna doprowadzić do tego, że obraz po segmentacji zawierać będzie tylko obszary prezentujące poszczególne jabłka oraz tło, nie powinny zostać wyróżnione obszary reprezentujące odblaski światła na jabłkach oraz cienie rzucane przez poszczególne owoce. Niespełnienie tego warunku znacznie utrudni proces analizy, ponieważ zamiast policzenia tylko obszarów reprezentujących jabłka, konieczne będzie odrzucenie obszarów, które reprezentują odblaski lub cienie.
Segmentacja obrazów uważana jest przez wielu autorów za jedno z najtrudniejszych i równocześnie najważniejszych zadań, jakie występują w widzeniu komputerowym i widzeniu maszynowym.

## Klasyfikacja metod segmentacji obrazów
Klasyfikacja metod segmentacji ze względu na rodzaj informacji wykorzystywanej w czasie segmentacji:
- metody punktowe
  - progowanie – np. poprzez dobór progu na podstawie histogramu obrazu, wynikiem jest uzyskanie obrazu binarnego,
  - klasteryzacyjne – tworzenie obszarów na podstawie cech przypisanych do pikseli w wyniku stosowania algorytmów klasteryzacji (grupowania),
- metody krawędziowe – stosowanie tego typu metod wymaga zastosowania któregoś z algorytmów wykrywania krawędzi
- metody obszarowe
  - rozrost obszarów (ang. region growing),
  - łączenie obszarów (ang. region merging),
  - podział obszarów (ang. region splitting),
  - metoda podziału i łączenia (ang. split & merge),
  - segmentacja wododziałowa (ang. watershed segmentation),
- metody hybrydowe – wykorzystujące dwie lub więcej z powyższych metod np. rozrost obszarów z wykorzystaniem informacji o przebiegu krawędzi.